# Рама-Раджья (фильм)
«Рама Раджья» (хинди रामराज्य, досл.: «Правление Рамы») — индийский фильм, снятый в двух версиях на хинди и на маратхи. Картина заняла третье место по сборам среди индийских фильмов 1943 года и получила прокатный статус «супер-хит». Наиболее известный и успешный фильм на основе Рамаяны Виджая Бхатта. Также считается самым успешным и аутентичным мифологическим мюзиклом, когда-либо созданным в стране, и является единственным фильмом, который за всю свою жизнь смотрел Махатма Ганди.

## Сюжет
После победы над демоном Раваной, похитившим Ситу, Рама с женой возвращаются в Айодхью. Однако мойщик (дхоби), требует от лица остального народа, чтобы Сита была изгнана, так как она провела несколько дней и ночей вдали от мужа и, таким образом, опорочила себя. Рама уступает требованиям своего народа и изгоняет Ситу, которая уезжает жить к лорду Вальмики и рожает близнецов — Лаву и Куша Тем временем Вальмики закончил писать священную книгу «Рамаяна» и следит за тем, чтобы близнецы прочили и поняли её.
Спустя несколько лет Рама объявляет о проведении ритуала Ашвамедха Ягна для расширения границ Айодхьи. В ходе ритуала Рама отпускает лошадь бегать по разным царствам, и тот, кто её остановит, бросит вызов Раме и его армии. Когда Сита слышит об этом, то расстраивается, так как этот ритуал правитель может выполнять только совместно с женой, а значит Рама женился снова. Прежде чем она смогла узнать так ли это, ей говорят, что её сыновья остановили лошадь — и готовы сражаться с армией Айодхьи.